# コガネイ
株式会社コガネイ（KOGANEI、英: KOGANEI Corporation）は、東京都小金井市に本社を置く、日本の空気圧制御機器メーカーである。

## 沿革
- 1934年 - 資本金50万円で株式会社山本商会を設立。
- 1941年 - 商号を山本工業株式会社に変更。
- 1964年 - エアバルブの製造販売を開始。
- 1968年 - 豊和工業㈱とシリンダに関して業務提携を開始。
- 1977年 - 小金井産業株式会社を設立。。
- 1987年 - 半導体製造設備用フッ素樹脂製機器事業を開始。
- 1991年 - 商号を株式会社コガネイに変更。

## 概要
- 1934年ドイツ工作機械の日本総販売代理権を獲得し、輸入販売を行う。 1991年に現社名に変更。
- 空圧機器のほか、自動制御機器や各種濾過装置などを製造する。

## 国内生産拠点
- 本社（東京都小金井市）[1]
- 九州工場（宮崎県）
- 駒ヶ根工場（長野県）